# Il conquistatore
Il conquistatore (The Conqueror) è un film del 1956 diretto da Dick Powell e prodotto da Howard Hughes con protagonista John Wayne nel ruolo dello storico condottiero mongolo Gengis Khan.

## Trama
Il capo delle tribù mongole Temujin, che in seguito assumerà il nome di Gengis Khan, si innamora di Bortai, figlia di un noto capo dei Tartari e la rapisce scatenando una guerra. Bortai rifiuta inizialmente il corteggiamento di Temujin e in seguito a un raid dei nemici l'aitante mongolo viene catturato. In seguito a un ripensamento Bortai si invaghisce di lui e lo aiuta a fuggire. Temujin sospetta che ad aver guidato i Tartari al suo nascondiglio sia stato qualche suo compagno traditore e perciò inizia a ricercare i possibili nomi dietro a ciò fuggendo nel frattempo dalle orde tartare.

## Produzione
La pellicola fu girata in Technicolor e CinemaScope e la lavorazione ebbe una durata di due anni con un costo di 6000000 $, cifra notevole per l'epoca. Nel 1978 il film venne infine inserito nella lista dei 50 peggiori film di sempre nel libro The Fifty Worst Films of All Time. Wayne, al culmine della sua carriera, aveva fatto pressioni ai produttori per avere il ruolo dopo aver letto la sceneggiatura ed esserne rimasto affascinato. Per la sua interpretazione si aggiudicò un capitolo nel libro Golden Turkey Award del critico cinematografico Michael Medved. Si dice che Howard Hughes si sentisse profondamente in colpa riguardo alla realizzazione dell'opera e che non guardò il film fino a che nel 1974 ci fu la prima messa in onda sulle reti televisive americane.

## La controversia sulle morti per tumore
Le scene in esterni furono girate nelle vicinanze di St. George (Utah), 137 miglia sottovento del Nevada Test Site. Nel 1953 l'area fu utilizzata in buona parte della propria estensione come sito per test atomici, quale parte dell'Operazione Upshot-Knothole. Il cast e la troupe girarono sul luogo per settimane, trascorrendo un periodo difficile. Hughes fece inoltre prelevare 60 tonnellate di sabbia e terriccio del posto e le utilizzò successivamente a Hollywood per far assumere verosimiglianza ai re-shoot eseguiti in studio. Comunque, il governo federale assicurò ai residenti del luogo che gli esperimenti eseguiti in passato non avrebbero significato un pericolo per la salute pubblica.
Il caso scoppiò alcuni anni dopo: Dick Powell morì di cancro nel gennaio 1963, anni dopo il completamento del film; Pedro Armendáriz, malato ormai terminale, si suicidò sempre nel 1963 dopo che nel 1960 gli venne diagnosticato un tumore renale; la Hayward, Wayne e la Moorehead morirono a loro volta di cancro negli anni '70. John Hoyt morì di tumore polmonare nel 1991. Gli scettici hanno suggerito teorie alternative alla morte per esposizione alle radiazioni dell'area; per esempio, sia Wayne che la Moorehead erano fumatori accaniti e l'idea di un cancro dovuto al tabacco non sarebbe così vaga, considerato il lungo periodo di incubazione che sarebbe passato tra le riprese del film e la diagnosi dei tumori. Lee Van Cleef morì invece solo nel dicembre 1989 a causa di un infarto.
Il cast e la troupe comprendevano un totale di 220 persone. Già nel 1981, 91 di essi avevano contratto e sviluppato una qualche forma di cancro e 46 di loro erano deceduti di malattia. Il dottor Robert Pendleton, professore di biologia all'Università dello Utah, ha dato una sua personale opinione: «Con questi numeri, questo caso potrebbe considerarsi come una epidemia. Stabilire una connessione tra le radiazioni e la ricaduta nel cancro nei singoli casi è praticamente impossibile, non porta a nulla di conclusivo. Ma, all'interno di un gruppo di queste dimensioni, ci sarebbe da aspettarsi solo una trentina di casi di cancro... penso che il legame alla loro esposizione sul set de Il conquistatore potrebbe essere sostenuto in tribunale».